# 克里斯托弗·吕尔
克里斯托弗·吕尔（德語：Christopher Rühr，1993年12月19日—），德国男子曲棍球运动员。他曾代表德国参加2016年和2020年夏季奥林匹克运动会曲棍球比赛，其中2016年奥运会获得一枚铜牌。